# Dusona experta
Dusona experta là một loài tò vò trong họ Ichneumonidae.